# 浜ノ浦村
浜ノ浦村（はまのうらむら）は、長崎県南松浦郡にあった村。五島列島のうち中通島の西部を主な村域とした。1956年（昭和31年）に青方町と合併し、上五島町となった。
現在は新上五島町の一部となっている。

## 地理
五島列島のうち中通島の西部と周辺島嶼部を村域とする。「浜ノ浦」の地名の由来は、砂浜と沿岸地帯の浦浜からなる地形による。
- 島嶼：柏島、串島
- 河川：続川
- 港湾：浜ノ浦湾、道土井湾

## 沿革
明治初期までは若松村の一部であったが、1885年（明治18年）に道土井郷・飯ノ瀬戸郷・続浜ノ浦郷・三日ノ浦郷・今里郷が分離され、浜ノ浦村となった。
- 1889年（明治22年）4月1日 - 町村制施行により、南松浦郡浜ノ浦村が単独村制にて発足。
- 1956年（昭和31年）6月1日 - 青方町と合併して上五島町が発足し、浜ノ浦村は自治体として消滅。

## 地名
郷を行政区域とする。浜ノ浦村は1889年の町村制施行時に単独で自治体として発足したため、大字は無し。
- 飯ノ瀬戸郷（いのせど）
- 今里郷
- 続浜ノ浦郷（つづきはまのうら）
- 三日ノ浦郷（みかのうら）
- 道土井郷（みちどい）[3]

## 浜ノ浦村出身の著名人
- 小浦総平（佐世保市長、衆議院議員）